# Estufa de lata de bebidas comerciales

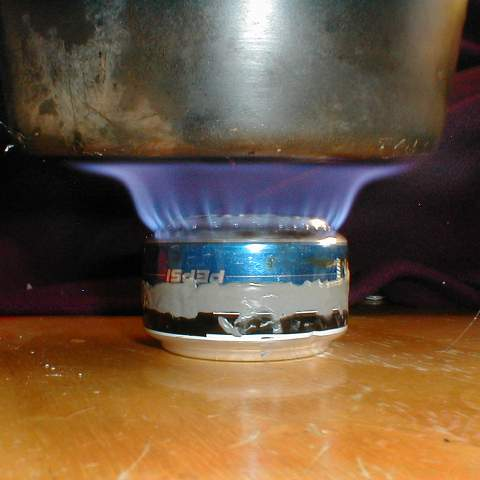
Una estufa a Alcohol; la posición del soporte está omitida para mayor visibilidad

Una estufa de lata de bebidas, es un artefacto, liviano que es usado en actividades al aire libre. su diseño es muy sencillo y está sujeto a muchas variaciones .
está hecha enteramente de latas de aluminio.
El peso total, incluyendo los accesorios, puede ser de menos de una onza (28 g). El diseño es popular entre entusiastas de acampada, senderismo y otras actividades al aire libre debido a su bajo costo y peso más ligero que el de las estufas comerciales. Esta ventaja se pierde en viajes largos de senderismo , donde se debe llevar mucho combustible, donde el alcohol tiene menos energía por peso que algunos otros combustibles para una estufa.
De los combustibles disponibles, el metanol es el que entrega la menor cantidad de energía, el etanol un poco más, y el butanol casi nunca es utilizado, el isopropanol es el que entrega la mayor cantidad de energía. sin embargo la combustión del isopropanol produce una llama con mucho hollín;  todos estos combustibles proporcionan luz y calor en un tamaño pequeño y liviano.

## Historia y diseño

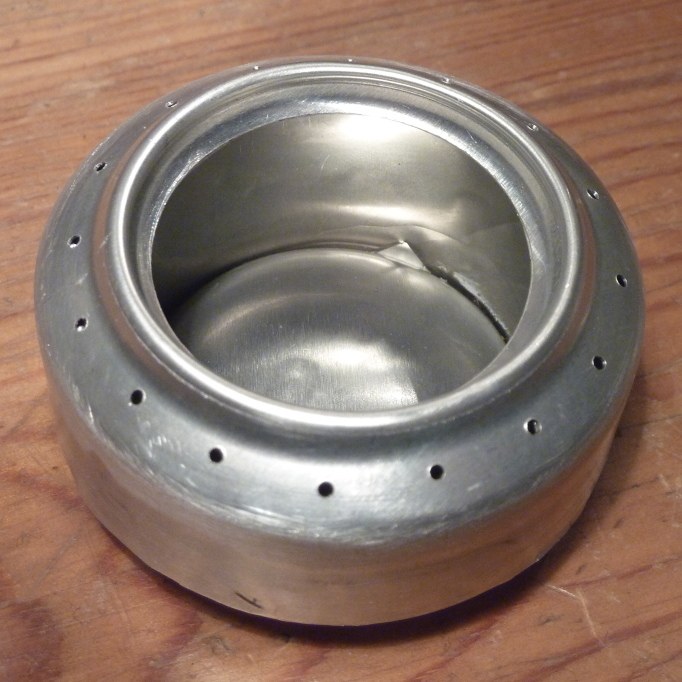
Un estufa de lata de bebidas de aluminio de tres piezas. Véase el agujero triangular pequeño cortado en el fondo de la pared interior

El diseños básico se remonta a más de un siglo. Consta de una doble pared generadora de gas, un anillo quemador perforado, y una cámara de precalentamiento interno. Un diseño similar estuvo patentado en 1904 en Nueva York por coppersmith J. Heinrichs. Trangia Ha vendiendo una versión de diseño comercial desde 1925, y Safesport marketed una estufa de acero inoxidable en los años 90. El quemador de la estufa Trangia está hecho de latón, aunque todas las otras partes asociadas que vienen con él son de aluminio. 
En los diseños sin presurización la parte superior es abierta, la doble pared actúa como un generador de gas, el calor es transferido de la llama al combustible. Este efecto mejora la combustión, produciendo más calor que otros diseños pasivos. La pared interior también crea una cámara de precalentamiento conveniente para encender la estufa. Una vez que el combustible se haya calentado, su vapor viaja hasta la pared hueca, pasa a través de las perforaciones, y forma un anillo de fuego. Esto mejora la mezcla de aire / combustible y por lo tanto la combustión. El vapor también se eleva desde el centro de la estufa, pero pasa a través del anillo de la llama para una combustión eficiente, siempre y cuando un recipiente esté sobre la estufa. Otros diseños hacen uso de la presurización con el objetivo de lograr una combustión aún más eficiente gracias al cierre de la cámara de combustible después del llenado, o rellenando a través de los orificios de expulsión de gas.
Una mecha se puede insertar en el hueco de la pared, donde subirá el combustible más cerca de las partes calientes del quemador. La evaporación de combustible desde la mecha elimina el calor desde las partes superiores del quemador y, posteriormente, el combustible en la parte inferior recibe menos calor. Esto ralentiza la evaporación a través del centro al tiempo que aumenta la presión del gas dentro de la pared, extendiéndose el anillo de la llama hacia el exterior, hacia el interior, o verticalmente en función de las direcciones de chorro, mientras que en el centro del quemador casi no se produce llama, lo que conduce a una combustión más controlada y el arranque más rápido. Algunos materiales para la mecha, adecuados para este propósito incluyen fibra de vidrio o tela de algodón. La mecha no se quema porque el combustible que se evapora se mantiene a menor temperatura, y la presión en el interior evita que el aire entre en el hueco hasta que el quemador ya no puede producir suficiente gas para mantener una llama. Otros materiales de mecha en uso son los de Kevlar y otras fibras de aramida, fibra de carbono, fibra de vidrio, e incluso papel higiénico.
|  |  |  |

## Construcción de estufa de lata de Aluminio

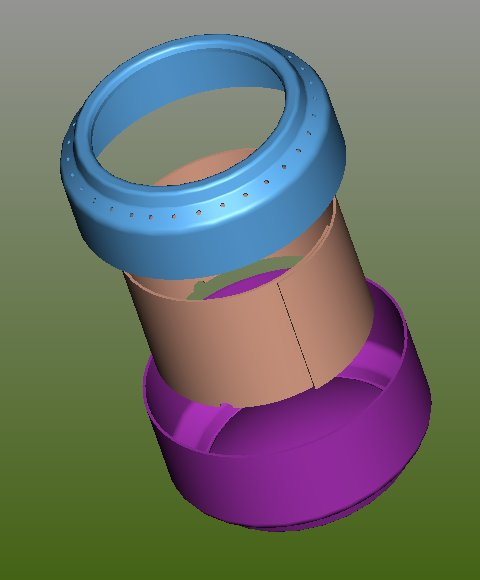
Estufa de lata de bebidas de tres piezas (vista explotada).

La estufa está hecha de dos fondos de una lata de Aluminio de bebidas comerciales . Una pared interior se corta y enrolla a partir del material de la lata. Un anillo de agujeros es perforado en la parte superior con un alfiler o una broca. Las partes son pegadas con adhesivo epoxy, resistente a altas temperaturas o sellada con cinta de aluminio térmico, aunque esto no es estrictamente necesario. La altura total es de menos de dos pulgadas (50 mm), pero estas dimensiones se pueden aumentar para mantener más combustible o disminuido para ocupar incluso menos espacio.
La elección de aluminio tiene varias ventajas—peso ligero, bajo costo, y una buena conductividad térmica  para ayudar a la vaporización del combustible. Modificaciones a la superficie como entintado o pintando en un color oscuro aumenta la cantidad de energía térmica radiante capturada por el cuerpo de la estufa y cambia el perfil de quemado de la estufa como el tiempo de funcionamiento, la carga de combustible, y la temperatura ambiental. Muchos diseños requieren de cebado para empezar y la mayoría son autosuficientes y estables durante la combustión. Materiales de construcción alternativos han sido utilizados, incluyendo las estufas hechas de latas de comida para gatos, latas de atún, y latas de jugos—el diseño básico es muy similar. Los Parabrisas / gradas se pueden fabricar a partir de latas, cortados a la medida con orificios de ventilación adicionales. Las latas de bebida de acero de diseño clásico de 12 onzas están todavía en uso limitado y mientras que son resistentes al calor, sus recubrimientos se queman y se oxidan si no se cuidan.

## Operación y rendimiento
Cada estufa está diseñada para uno o dos personas. Cuando son utilizadas para cocinar comidas más grandes (más grandes que dos tazas (0.5 litros)), es menos eficaz que una estufa más potente que entrega más calor a un recipiente. Esto sucede porque si un tiempo de cocción más largo es requerido, se pierde más calor en el ambiente.
Para utilizar la estufa, una pequeña cantidad de combustible se vierte en la estufa y se enciende. La olla se coloca encima de la estufa, en un parabrisas o soporte. La llama es pequeña al principio, sólo para el precalentamiento de la cámara interior. Una vez que el combustible se haya calentado (que requiere aproximadamente un minuto) su vapor pasará a través de las perforaciones y formará un anillo de fuego. Suficiente calor de la llama se pasa al combustible para mantener la combustión completa hasta que el combustible se agote.

### Índices
- Cronometrar para hervir 2 tazas (500 ml): ~4-12 minutos (45 ml de combustible)
- Cronometrar para hervir 4 tazas (1 l): ~10-24 minutos (90 ml de combustible)
- Tiempo de combustión: ~10-20 minutos (60 ml/4 cucharadas de combustible)

Los tiempos de ebullición pueden ser significativamente reducidos al utilizar un recipiente del diámetro apropiado (para reducir la pérdida de calor en la pared del recipiente) y pantallas de viento que maximicen la eficacia.
- Cronometrar para hervir 2 tazas (500 ml): ~5 minutos en 6500 ft (2000m) altitud con temperatura ambiental de 45F ~(7C) y temperatura del agua de 55F ~(13C).

### Comparación con otras estufas
La estufa puede superar a algunos modelos comerciales en ambientes fríos o de gran altitud, donde los botes de propano y butano puede fallar. Roland Mueser, en Long-Distance Hiking, excursionistas en el sendero de los Apalaches inspeccionó y se encontró que esta estufa era el único diseño con una tasa de fracaso de cero por ciento.
El uso de combustible (por peso) es aproximadamente cincuenta por ciento superior que en una estufa de butano/propano.  Las estufas de lata de bebidas pesan menos de una onza, comparadas con las tres onzas para las estufas a gas ligeras. Muchas estufas comerciales también requieren botes especiales de combustible, aumentando el peso total de la estufa. Ninguna de estas latas son necesarias en una estufa de lata; el alcohol desnaturalizado se puede llevar en prácticamente cualquier contenedor de peso ligero, tal como una botella de refresco de plástico. La ventaja de peso de la estufa de lata de bebidas se ve disminuida por el mayor consumo de combustible (especialmente en los paseos más largos), pero aun así puede ser compensado por su fiabilidad y simplicidad.
Otros atributos de la estufa de lata de bebidas es su operación casi silenciosa y su conveniencia como un reemplazo de emergencia.
- El alcohol desnaturalizado es un combustible (relativamente) ambientalmente amistoso que no deja un residuo u hollín. El alcohol desnaturalizado está generalmente disponible en proveedores de equipo para acampar y tiendas del ramo. El alcohol desnaturalizado es tóxico para beber.
- El etanol puro tóxico es raramente utilizado como combustible para estufas en los Estados Unidos, desde entonces está normalmente sujeto a un impuesto al licor. Aun así a pesar del coste del etanol puro, vale la pena llevarlo en caminatas puesto que tiene algunos usos medicinales que incluyen tratamiento de picaduras y mordiscos, como refrigerante, y antiséptico. El etanol puro también es usado en actividades como postres y frutas flameadas, a pesar del costo.
- Estas estufas operan marginalmente con alcohol isopropílico al 90 %, mal en el 70 % y no del todo bien con un 50 %. El agua normalmente no puede ser hervida con alcohol isopropílico, pero si el más raramente encontrado (todavía barato) se usa el de grado de laboratorio o "de gas más seco", y la formación de hollín se aborda mediante la aplicación de una pequeña cantidad de solución jabonosa a la olla, el valor del combustible del alcohol, puede reducir los tiempos de ebullición, no aumentarlos.

Las estufas de alcohol sin sellar son inherentemente peligrosas, ya que los derrames de combustible son posibles y pueden producir graves quemaduras con una llama casi invisible. Existen marcas comerciales que ofrecen estufas antiderrame. Si un derrame ocurre la mejor forma de proceder es retirarse y dejar que la llama consuma el combustible.

## Variaciones

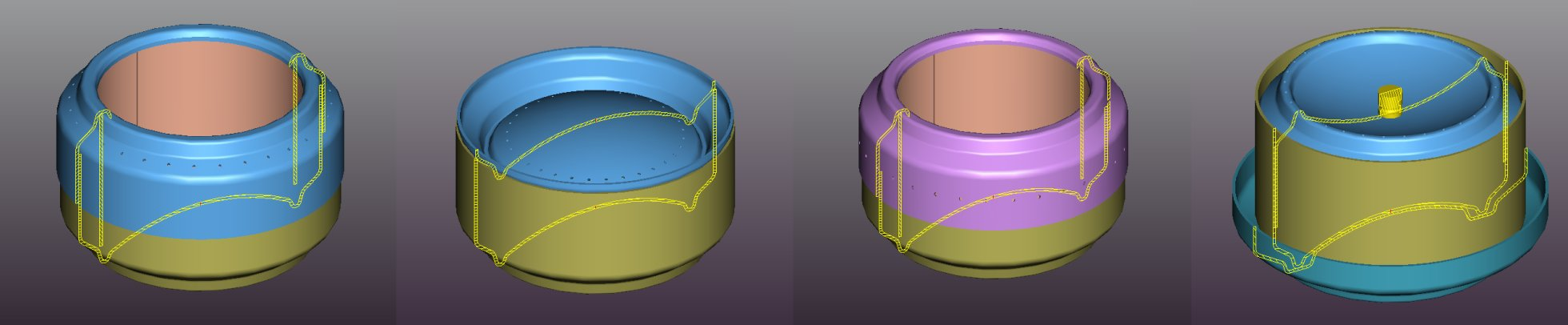
variaciones de la estufa de lata de bebidas con las secciones cortadas en amarillo. De izquierdo a derecha. diseño estándar; invertida dos piezas; quemador lateral; presurizada.

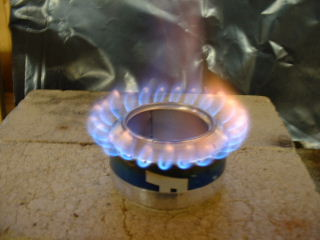
Una estufa de quemador lateral construida de una sola lata como parte de un proyecto Scout.

Estándar
La clásica ultraligera estufa de mochila. Diseñada para una persona, los modelos comerciales de mechero del mismo diseño.
Invertida dos piezas
Más pequeña y más ligera que la versión estándar; difícil de llenar.
Quemador lateral
Dobles como su propio soporte del pote (los agujeros están en el lado). Una olla de ajuste hermético puede aumentar la presión del combustible.
Presurizada
Una versión más potente, pero más pesada y más difícil de hacer. La estufa se sella con un tornillo de mariposa después de llenarla con combustible; la estufa controla el índice de producción de calor. Una base adicional suele ser necesaria para el combustible de precalentamiento.
Presurizada invertida
Las estufas presurizadas invertidas simplifican el diseño presurizado al eliminar el tornillo mariposa y la base necesaria para el precalentamiento, mientras controla el índice de producción de energía.
Aislada
Una variación en el diseño estándar, con una pared interior y aislada con fibra de vidrio
Otras
Numerosos diseños en uso
Múltiples unidades
Cuándo cocinamos para un número más grande de personas, nada impide el uso de más de una unidad bajo el mismo recipiente; si cada miembro de equipo de tres personas o un múltiplo de tres lleva una estufa casi idéntica, una configuración de soporte estable puede ser hecho de tres (y sólo tres) estufas agrupadas para cocinar porque tres soportes apoyan uno cacerola o recipiente compartidos al estilo de un trípode; un equipo de seis podría freír huevos mientras hierve harina de avena, para este ejemplo.

## Precauciones de seguridad
The Boy Scouts of America prohíbe "equipamiento que sea artesanal . . . Debido a preocupaciones legales. Los ejemplos incluyen las estufas de lata de bebidas . . . ." La llama casi invisible y el riesgo de derramar el combustible y producir llamas puede causar quemaduras.